# Petra Granlund
Petra Granlund (ur. 15 października 1987) – szwedzka pływaczka specjalizująca się w stylu motylkowym, brązowa medalistka mistrzostw świata (basen 25 m), mistrzyni Europy (basen 25 m).
Jej największym dotychczasowym sukcesem jest złoty medal mistrzostw Europy na krótkim basenie w Rijece w 2008 roku na dystansie 200 m stylem motylkowym. Jest również brązową medalistką mistrzostw świata na basenie 25 m z 2004 roku.